# Philippe Marchand
Pour les articles homonymes, voir Marchand et Philippe Marchand (homonymie).
Philippe Marchand, né le 1er septembre 1939 à Angoulême et mort le 10 janvier 2018 à Saintes, est un homme politique français.
Membre du PS, il a été ministre délégué auprès du ministre de l'Intérieur du 17 juillet 1990 au 29 janvier 1991 avant d'être ministre de l'Intérieur du 29 janvier 1991 au 2 avril 1992.

## Biographie

### Carrière en Charente-Maritime
Licencié en droit, avocat de profession, Philippe Marchand est élu conseiller général du canton de Saintes-Nord de 1976 à 2001, devient président du conseil général de la Charente-Maritime de 1982 à 1985, député de la Charente-Maritime (élu à quatre reprises du 19 mars 1978 au 28 janvier 1991) ; vice-président de l'Assemblée nationale (en 1985). Il a aussi été conseiller régional de Poitou-Charentes. Il est aussi premier adjoint au maire (1977) puis Conseiller municipal (1982-2001) de Saintes.

### Ministre
Fidèle de François Mitterrand, il entre au gouvernement le 17 juillet 1990 comme ministre délégué chargé de la décentralisation et de la sécurité civile. Il contribue à la première mise en place du plan Vigipirate durant la Guerre du Golfe. Le 29 janvier 1991, il remplace Pierre Joxe au ministère de l'Intérieur quand ce dernier devint ministre de la Défense dans le gouvernement Michel Rocard pour remplacer Jean-Pierre Chevènement démissionnaire. Il s'illustrera à ce poste en faisant dessaisir, puis radier Antoine Gaudino, à l'origine de l'affaire Urba.

### L'après-gouvernement
Il devient conseiller d'État en 1992. Il devient en 2004 président de section de la Commission de recours des réfugiés devenue la Cour nationale du droit d'asile (CNDA) en 2007. Il est membre de la Commission nationale de déontologie de la sécurité (CNDS) en 2004.
Il est élu conseiller régional de Poitou-Charentes de 1992 à 2004.
Il se met en congé du parti socialiste en février 2006, à la suite des propos de Georges Frêche contre les harkis, pour dénoncer l'indulgence du parti envers ce dernier,, mais supervisera encore l’organisation de la primaire citoyenne de 2011. Lors des élections législatives de 2012, il apporte son soutien à la candidature dissidente d'Olivier Falorni face à Ségolène Royal.
Il meurt le 10 janvier 2018 à Saintes d'un cancer,. Il est enterré à Clam en Charente-Maritime